# Fonroche Énergie
Fonroche Énergies Renouvelables est une société créée en 2008 par Yann Maus. 
Son siège social est implanté à Roquefort, dans le département de Lot-et-Garonne, en France. L'entreprise est active dans différentes énergies renouvelables : la géothermie profonde, l'éclairage solaire et anciennement le biogaz.

## Historique
L'entreprise est créée en 2008 par Yann Maus.
En 2009, l'activité principale de l'entreprise est l'énergie solaire. La première chaîne de fabrication de modules photovoltaïques est inaugurée. Fonroche Investissements, filiale d'investissements spécialisée dans la production d'énergie solaire, prend en charge ses premiers dossiers de financement de projets.
En 2010, Eurazeo fait son entrée au capital de Fonroche, à hauteur de 50 millions d'euros sur deux ans. Une seconde ligne de production est lancée à Roquefort, permettant au groupe d'augmenter ses capacités de production à 90 MWc par an.
En 2011, le groupe se développe à l'international et ouvre plusieurs filiales en Europe (Suisse, Espagne, Ukraine), en Afrique (au Bénin), en Asie (en Inde), aux États-Unis et à Porto Rico. Fonroche se diversifie vers de nouvelles sources d'énergies renouvelables : le biogaz et la géothermie profonde.
La même année, Fonroche lance une gamme de solutions solaires destinées à l'éclairage public.
En février 2017, Fonroche cède à la société d'investissement Eurazeo et au fonds InfraVia Capital Partners sa branche photovoltaïque, qui prend le nom de Reden Solar. Yann Maus reste actionnaire à 100 % de Fonroche, désormais recentrée sur le biogaz, l'éclairage solaire et la géothermie.  
En 2021, elle vend à TotalEnergies la branche Biogaz. 

## Activités
Classée 80e entreprise la plus importante d'Aquitaine en 2015, Fonroche est présent sur toutes les activités des énergies renouvelables : éclairage autonome, biogaz, géothermie profonde.

### Géothermie profonde (2008 – 2023) – Cédé
Fonroche Géothermie se positionne sur une géothermie haute température reproductible. Le groupe se lance dans cette activité en 2012, avec un projet d'investissement de 400 millions d'euros sur dix ans. L'entreprise obtient plusieurs permis de recherche et d'exploitation de sites géothermiques haute température en France. Le premier permis est accordé par l’État en début d'année 2013 pour un site situé près de Pau. L'entreprise reçoit un second permis de recherche pour un gîte géothermique à haute température en Alsace, dit « permis de Strasbourg » en juin 2013. D'autres permis de recherche sont obtenus dans la Drôme, le Gard et les Bouches-du-Rhône.

### Incidents sismiques et arrêt définitif du site de géothermie de Reichstett-Vendenheim

Logo de GEOVEN.

Le site de Reichstett-Vendenheim (projet GEOVEN), dans le nord de l’Eurométropole de Strasbourg, est à l'origine de plusieurs séismes et l'injection dans les puits est suspendue début décembre 2019. De nouveaux séismes ont lieu fin octobre, début novembre 2020 et début décembre 2020.
Le 4 décembre 2020 à 6 h 59, après un séisme de magnitude 3,59, suivi à 11 h 10 d’une nouvelle secousse de 2,7, l’entreprise Fonroche reconnaît sa responsabilité et annonce l'arrêt des activités de la centrale de géothermie profonde de Reichstett-Vendenheim. Ce 11e séisme en cinq semaines est attribué comme les autres à « des tests réalisés en automne ». 
Le 7 décembre 2020, la préfète du Bas-Rhin remarque que « ce projet, implanté dans une zone urbanisée, n’offre plus les garanties de sécurité indispensables » et confirme par arrêté sa « décision d’arrêt définitif des travaux sur le site de Vendenheim dans le cadre d’un protocole sécurisé pour éviter au maximum tout nouveau mouvement sismique ». Des non conformités  par rapport à l'arrêté préfectoral autorisant l'exploitation de l'installation ont ensuite été relevées courant décembre 2020, par une équipe d'inspecteurs de la Direction régionale de l'environnement, de l'aménagement et du logement (DREAL) du Grand Est. D'une part, le forage d'injection du site dépasse de 800 m la profondeur prévue initialement pour atteindre le socle granitique, sous la couche gréseuse. D'autre part, la pression d'injection a dépassé le maximum autorisé à plusieurs reprises. Bien que le lien entre les séismes récurrents et le forage n'ait pas été démontré, ces deux écarts ont diminué l'acceptabilité de la géothermie profonde dans le Bas-Rhin.
À la suite des incidents sismiques, Fonroche se trouve en difficulté financière, se restructure et cède certains actifs. Le projet alsacien est rebaptisé GeoRhin et se voit placé en procédure de sauvegarde par la justice en février 2022. 
En mars 2022, le tribunal administratif de Strasbourg annule les arrêtés pris par la préfète du Bas-Rhin. La reprise de l'exploitation des forages est alors en attente d'une décision de la DREAL.
En février 2023, le groupe Arverne rachète Georhin, ce qui inclut tous les permis de recherche de ressources géothermiques de Fonroche, avec pour objectif de relancer la géothermie en France.

### Biogaz (2008 – 2021) - Cédé
La société commence son activité dans le secteur du biogaz avec un accord de partenariat en 2012 avec la société danoise Bigadan, spécialisée dans la méthanisation. En 2016, elle inaugure une grande centrale de méthanisation avec injection de biométhane à Villeneuve-sur-Lot, avec le soutien d'Air liquide. Fonroche Biogaz, dirigé par Laurent Lubrano, dispose à fin 2019 d'une capacité de production de biométhane de 338 GWh/an sur cinq sites de méthanisation collective territoriale. 
Cette branche est cédée à Total en 2021.

### Éclairage public solaire
Le Groupe Fonroche, à travers sa filiale Fonroche Lighting, a mis sur le marché en 2011 une gamme d'éclairage public autonome. 